# Trachelacanthus
Trachelacanthus is een geslacht van uitgestorven straalvinnige beenvissen uit de orde Palaeonisciformes, dat leefde tijdens het Laat-Perm.
De typesoort Trachelacanthus stschurovskii werd in 1851 benoemd door Johann Gotthelf Fischer von Waldheim. De geslachtsnaam betekent 'stekelnek'. De soortaanduiding eert de geoloog Grigory Stsjoerowski.